# Tasmanoonops
Tasmanoonops és un gènere d'aranyes araneomorfes de la família dels orsolòbids (Orsolobidae). Fou descrit per primera vegada l'any 1930 per Hickman. Fou transferida als orsolòbids des dels oonòpids per Forster & Platnick el 1985.

## Taxonomia
Segons el World Spider Catalog, amb data del desembre de 2018, Tasmanoonops conté 30 espècies, totes endèmiques d'Austràlia:
- Tasmanoonops alipes Hickman, 1930
- Tasmanoonops australis Forster & Platnick, 1985
- Tasmanoonops buang Forster & Platnick, 1985
- Tasmanoonops buffalo Forster & Platnick, 1985
- Tasmanoonops complexus Forster & Platnick, 1985
- Tasmanoonops daviesae Forster & Platnick, 1985
- Tasmanoonops dorrigo Forster & Platnick, 1985
- Tasmanoonops drimus Forster & Platnick, 1985
- Tasmanoonops elongatus Forster & Platnick, 1985
- Tasmanoonops fulvus Hickman, 1979
- Tasmanoonops grayi Forster & Platnick, 1985
- Tasmanoonops hickmani Forster & Platnick, 1985
- Tasmanoonops hunti Forster & Platnick, 1985
- Tasmanoonops inornatus Hickman, 1979
- Tasmanoonops insulanus Forster & Platnick, 1985
- Tasmanoonops magnus Hickman, 1979
- Tasmanoonops mainae Forster & Platnick, 1985
- Tasmanoonops minutus Forster & Platnick, 1985
- Tasmanoonops mysticus Forster & Platnick, 1985
- Tasmanoonops oranus Forster & Platnick, 1985
- Tasmanoonops otimus Forster & Platnick, 1985
- Tasmanoonops pallidus Forster & Platnick, 1985
- Tasmanoonops parinus Forster & Platnick, 1985
- Tasmanoonops parvus Forster & Platnick, 1985
- Tasmanoonops pinus Forster & Platnick, 1985
- Tasmanoonops ripus Forster & Platnick, 1985
- Tasmanoonops rogerkitchingi Baehr, Raven & Hebron, 2011
- Tasmanoonops septentrionalis Forster & Platnick, 1985
- Tasmanoonops trispinus Forster & Platnick, 1985
- Tasmanoonops unicus Forster & Platnick, 1985